# Simply Irresistible
Simply Irresistible, tyska titeln Einfach unwiderstehlich, är en romantisk komedi från 1999 med Sarah Michelle Gellar och Sean Patrick Flanery.